# Trichuriella
Trichuriella là chi thực vật có hoa trong họ Amaranthaceae.